# めくらやなぎと眠る女
「めくらやなぎと眠る女」は、村上春樹の短編小説。

## 概要
『文學界』1983年12月号にまず掲載された。1984年7月刊行の短編集『螢・納屋を焼く・その他の短編』（新潮社）に収められ、1990年9月刊行の『村上春樹全作品 1979〜1989』第3巻に収められる。しかし、1995年11月号の『文學界』に再録され、それが1996年11月刊行の『レキシントンの幽霊』（文藝春秋）に収録される際に大幅に短縮された。田中励義のまとめによれば、「めくらやなぎと眠る女」には、83年の『文學界』での初稿、95年の再録、『レキシントンの幽霊』での再々録という三つの版が存在することになる。なお、『レキシントンの幽霊』に再々録される際には、「めくらやなぎと、眠る女」へと一部改題されている。風丸良彦はこの改題について、「『めくらやなぎと眠る』女」ではないことを明らかにするとともに、「めくらやなぎ」と「眠る女」のイメージを直接重ねず距離をおくことが目的ではないかとしている。
英訳版 "Blind Willow, Sleeping Woman" は『Harper's 』2002年6月号に掲載された。翻訳はフィリップ・ガブリエル。
また米国において、2006年7月、同作品をタイトルに用いた村上の短編小説集『Blind Willow, Sleeping Woman 』がクノップフ社より刊行される。2009年11月、同書の日本語版である『めくらやなぎと眠る女』が新潮社より刊行された。
村上によると、『螢・納屋を焼く・その他の短編』に収録されている「螢」と対になった作品で、後に長篇小説『ノルウェイの森』にまとまっていく系統の作品だが、「螢」とは違って『ノルウェイの森』との間にストーリー上の直接の関連はないという。
オリジナルの1983年版に「ジョン・フォードの『リオ・グランデの砦』っていう映画を観たことある？」といういとこの台詞があるが、1996年の短縮版では『リオ・グランデの砦』が『アパッチ砦』に置きかわっている。

## あらすじ
その年の春、二年間勤めた会社を辞め、東京から家に帰ってきた二十五歳の「僕」は東京に戻るのを一日のばしにしていた。「僕」はもう三年も会っていない十四歳のいとこの耳の治療につきあい、かつて高校に通った路線バスに乗って耳鼻科に向った。いとこは治療が効果なく、新しい病院に通うことになったのだ。いとこはしきりに時間を気にしている。バスの車内は全員がバッグを抱え、運動靴を履き、胸に青いリボンを付けた老人だった。奇妙なトーンが耳鳴りのように車内を支配していた。治療が痛くないかと不安になったいとこに、「痛み」を感じた経験を聞かれた「僕」は自分の記憶をなかなか辿れないことに驚く。いとこが診察を受けている間食堂で、八年前、友達のガール・フレンドの胸の骨の手術のときに、友達といっしょに別の病院に見舞をしたときのことを思い出した。バイクに相乗りし、着く前に海岸べりにバイクを止め、木陰に寝転んで煙草を吸ったり話したりした。その友達はすでに死んでいた。彼女のパジャマの胸ポケットにボールペンが入っており、胸もとから平らな白い胸が見えた。<彼女の白い胸の骨>というところで僕の記憶はとぎれていた。僕は目を閉じて深呼吸をすると、彼女がそのボールペンを手に持って、紙ナプキンの裏に何かを描いていたことを思い出す。それでかがみ込んでいて乳房のあいだの肉を見ることができたのだ。彼女はこみいった形をした丘を描いた。
| 「 | (ボールペンで紙ナプキンの裏に何かを描く「彼女」) 丘の上には小さな家があった。家の中には女が眠っていた。家のまわりにはめくらやなぎが茂っていた。めくらやなぎが女を眠りこませたのだ。 「めくらやなぎっていったいなんなんだよ」と友だちが訊ねた。 「そういう種類の柳があるのよ」と彼女は言った。 「聞いたことないね」と友だちが言った。 「私が作ったのよ」と彼女が言った。「めくらやなぎの花粉をつけた小さな蠅が耳からもぐりこんで女を眠らせるの」 | 」 |

その蝿は女の体の中に入って肉を食べる。彼女はその夏書いていた長い詩について、絵を描いて説明してくれたのだ。いとこが診察から戻る。原因はよくわからないらしい、耳を検査して何も変わったことがないと僕の方に欠陥があることになる、それでみんな僕を非難するようになるんだ、でも本当に聞こえないんだという。大変そうだね、という「僕」に対し、いとこはどれほど大変か、本当にはわからないよ、と言う。いとこは突然、『リオ・グランデの砦』という映画を観たことがあるかと聞き、その中のジョン・ウエインの「大丈夫です、閣下がインディアンを見ることができたというのは、本当はインディアンがいないってことなんです」というセリフのことを話し、誰かに耳のことで同情されるたびにそのシーンを思い出すという。「僕」は笑って、耳の調子が戻ったら映画に行こう、と言う。「僕」はいとこに言われ、彼の耳をじっくり眺めるが何も変わったところはない。そう言うといとこは少しがっかりしたように見えた。「僕」はいとこの耳のなかにいるのかもしれない「蠅」のことを考える。いまも「薄桃色の肉の中にもぐりこみ、汁をすすり、脳のなかに卵をうみつけている」のかもしれないからだ。しかし、羽音があまりにも低く、誰もその存在には気づかない。バスがやってきたので、「僕」といとこは扉が開くのを待った。

## 分析
小島信夫や高橋英夫は、この小説の読後感を「くどく、べったりしている」が、「一方で非常にさっぱり」していると表現している。また三木卓は、文体の緊張感を指摘するとともに単純ではない会話の「ため」や、「僕」が「彼女」の胸を覗きみる場面を評価している。三木が評価するのは、村上の小説がもつ「やさしさ」である。「自分の同世代の人間とか自分より年下の人間に対するやさしさを、素直に表現できる作家なんですね」と述べ、小島もそれに同意した。

### めくらやなぎのイメージ
めくらやなぎの「葉は緑で、とかげの尻尾がいっぱい寄りあつまったような形をして 」いる。それを描いた「彼女」によれば、めくらやなぎは「外見はとても小さいけれど、根はちょっと想像できないくらい深い 」し、「暗闇を養分として 」育ち、「下へ下へと伸びていく 」。田中はその暗闇や下降のイメージを強調し、このエピソードに「彼女」が救いを求める声をみている。

### 第一の過去と第二の過去
タイトルにもなっている「眠る女」がその後どうなったか語られないまま小説は終わる。風丸良彦は「僕といとこ」のエピソードを第一過去、「僕と眠る女」のエピソードを第二過去とし、後者こそがこの小説の主眼であるとしている。最後の場面でバスを待ついとこの耳と「蠅」のイメージがつながることで、「眠る女」の記憶が鮮やかに蘇る、と風丸は言う。語り手の感情は、あくまで第二の過去にあるのだ。

### 耳のモチーフ
川村湊をはじめとして村上春樹の作品における「耳」のモチーフに注目する文学者は多い。川村はそこに意味を見出すことの危うさを語りながら、村上作品における「耳」が、実はすべて「聴くことのできない」耳だとしたうえで、そこに心を閉ざした人間同士のコミュニケーションへの意志をみてとり、「僕」をはじめとした(村上による一人称の)主人公を「語り手」ではなく「聞き手」と位置づける。一方で高橋英夫は1984年の段階で村上に「耳」のモチーフが頻出することを指摘し、「みんな彼の前作で使っている素材なんですね。またやっているなという気がちょっとしなくもないんで」と語っている。

### 「リオ・グランデの砦」と見えないインディアン
旧版では、いとこが僕に「ジョン・フォードの「リオ・グランデの砦」っていう映画を観たことある？」と聞き「いや」と答える。新版では映画は「アパッチ砦」に、答えは「ずっと昔に見たことがある」に変更されている。ここで述べられている新任将軍(ヘンリー・フォンダ)と古参の少佐(新版で大尉に変更-ジョン・ウエイン)のやり取りは実際には「アパッチ砦」のものであるが、そこではヘンリー・フォンダは中佐に降格されている。また、ジョン・ウエインが答えたという「大丈夫です。閣下がインディアンを見ることができたというのは、本当はインディアンがいないってことです。」というセリフは実際は(ここへ来る途中アパッチを見たという中佐に対する)「それはアパッチではありません」である。明里千章は、いとこのセリフは村上の創作であるが、階級など引用が不正確なのは、記憶だけに頼って書いてしまったのか、登場人物の不正確な記憶を、わざと不正確に語らせたのか分からないとしている。しかし、わざわざ新版で訂正していることから、題名等は記憶違いと思われる。また、いとこが引用するジョン・ウエインのセリフも単なる「創作」ではなく、村上が記憶しているセリフを思い出すまま記述した、創造的引用の可能性も考えられる。(映画の終盤でジョン・ウエインはアパッチは見えない岩陰に潜んでおり、見えている砂煙は子供がカムフラージュに上げていることを指摘するが、中佐は強く否定する場面がある)。いとこが引用するこのセリフは実に忘れがたい、印象的なフレーズである。これは直前の「でも本当にはわからないよ、どれほどたいへんかってことはさ。そういうのって、耳がきこえないこととは直接関係のないびっくりするようなことが意外にすごく大変だったりするんだ。「本当に僕みたいな耳を持っていたら、きっといろんなことにしょっちゅうびっくりしてることになると思うよ。「でもこういうのって自慢話みたいじゃない。」といういとこのセリフを受けており、他人への理解の不可能性と表面的な同情への諦念を表していると思われるが、このセリフも新版では大幅に変更されている。

## 映像化
2022年に、本作と「かえるくん、東京を救う」「バースデイ・ガール」「かいつぶり」「ねじまき鳥と火曜日の女たち」「UFOが釧路に降りる」を翻案したカナダ・フランス・ルクセンブルク・オランダの国際共同制作のアニメ映画『めくらやなぎと眠る女（原題：Saules Aveugles, Femme Endormie）』が制作された。